# Медаль «20 років незалежності Республіки Казахстан»
Ювілейна медаль «20 років незалежності Республіки Казахстан» (каз. Қазақстан Республикасының тәуелсіздігіне 20 жыл) — державна нагорода Республіки Казахстан, заснована на підставі Указу Президента Республіки Казахстан від 17 травня 2011 року № 83.

## Положення про медаль
Медаллю нагороджуються громадяни Республіки Казахстан та іноземні громадяни, які зробили значний внесок у становлення державності, зміцнення суверенітету та соціально-економічний розвиток Республіки Казахстан.
Подання до нагородження ювілейною медаллю вносяться президенту Казахстану парламентом, урядом, міністерствами, іншими центральними державними органами, акімами областей, міст Астани та Алмати, а також громадськими організаціями.
Ювілейну медаль вручають глава держави. Також ювілейну медаль від імені та за дорученням президента можуть вручати державний секретар Республіки Казахстан, акіми областей, міст Астани та Алмати.
Ювілейна медаль носиться на лівому боці грудей. За наявності державних нагород Республіки Казахстан розташовується після них.
Нагороджені особи відзначені в Указі Президента Республіки Казахстан від 10 листопада 2011 року № 172 «Про нагородження ювілейною медаллю „20 років Незалежності Республіки Казахстан“».
Текст: За значний внесок у розвиток та становлення державності та зміцнення суверенітету Республіки Казахстан, а також у зв'язку з 20-річчям незалежності Республіки Казахстан нагородити ювілейною медаллю «Қазақстан Республікасиниң тәуелсіздігіне 20 жыл»:

## Опис
Медаль «Қазақстан Республікасинң тәуелсіздігіне 20 жыл» виготовлена зі сплаву латуні та має форму кола діаметром 34 мм.
На лицьовій стороні ювілейної медалі у верхній частині розміщено зображення емблеми ювілею — рельєфне число 20, нуль якого виконаний у вигляді стилізованого сонця з променями, на тлі прапора, що розвівається. У нижній частині розташоване рельєфне зображення будівлі Акорди. На зворотному боці ювілейної медалі у центральній частині розташовано рельєфний напис «Қазақстан Республікасиниң Тәуелсіздігіне 20 жил».
Медаль за допомогою вушка та кільця з'єднується з колодкою шириною 32 міліметри та висотою 50 міліметрів, обтягнутою муаровою стрічкою. Стрічка утворена двома смугами по 16 міліметрів червоного та блакитного кольору. Посередині розташована накладка у вигляді рельєфної вертикальної лаврової гілки з латуні шириною 8 міліметрів. Ювілейна медаль за допомогою шпильки кріпиться до одягу.
Медаль виготовлена на Казахстанському монетному дворі в Усть-Каменогорську.